# ディダゾーン
ディダゾーン(学名:genus Didazoon)は、古生代カンブリア紀に生息していた古虫動物。中国澂江の北西約60kmにある大板橋地域（昆明）のカンブリア紀の層で発見された。